# Firmalampe

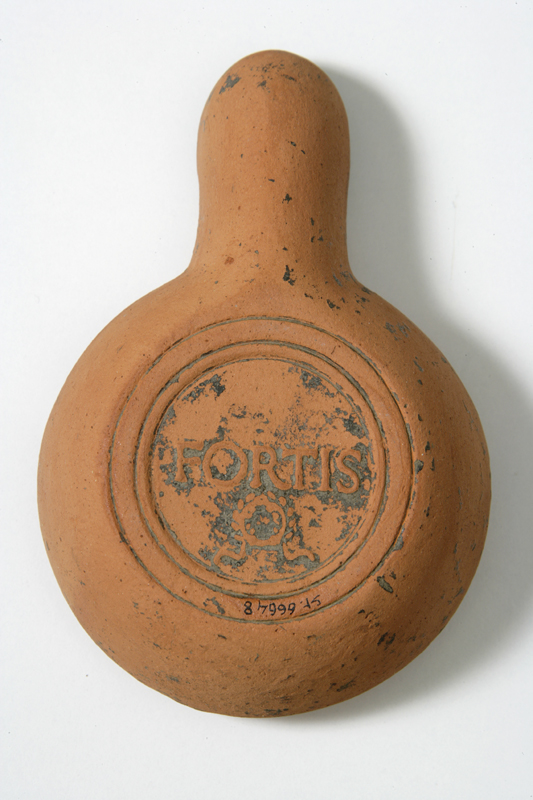
Firmalampe mit Bodenstempel des Fortis, Museum Castelleone

Firmalampen sind römische Öllampen aus Ton, deren Böden meist mit dem Namen der Hersteller versehen sind.
Römische Öllampen aus Ton wurden häufig in einer zweiteiligen Form hergestellt. Die Oberhälfte der Form ist bei Firmalampen  meist unverziert oder produziert nur eine relativ schlichte Verzierung, etwa eine kleine Theatermaske. Der Name des Herstellers ist auf dem Unterteil der Form angebracht. Die Hauptnutzungszeit der Firmalampen reicht vom 1. Jahrhundert n. Chr. bis ins 3. Jahrhundert.
Einige Herstellernamen sind sehr häufig. So sind über 700 Exemplare mit dem Bodenstempel Firmus bekannt. Allerdings bestehen manchmal Lampen mit identischen Namen aus unterschiedlichem Ton. In diesem Fall betrieb entweder ein Hersteller mehrere Werkstätten oder es wurden erfolgreiche Produkte von anderen Produzenten kopiert.